# Asambleas del Partido Republicano de 2012 en las Islas Marianas del Norte
Las Asambleas del Partido Republicano de 2012 en las Islas Marianas del Norte se hicieron el 10 de marzo de 2012. Las Asambleas del Partido Republicano fueron unas asambleas, con 9 delegados para elegir al candidato del partido Republicano para las elecciones presidenciales de Estados Unidos de 2012. En el territorio de las Islas Marianas del Norte estaban en disputa 9 delegados.

## Elecciones

### Resultados
| Asambleas del Partido Republicano de las Islas Marianas del Norte de 2012 | Asambleas del Partido Republicano de las Islas Marianas del Norte de 2012 | Asambleas del Partido Republicano de las Islas Marianas del Norte de 2012 | Asambleas del Partido Republicano de las Islas Marianas del Norte de 2012 | Asambleas del Partido Republicano de las Islas Marianas del Norte de 2012 |
| Candidato                                                                 | Votos                                                                     | Porcentaje                                                                | Delegados                                                                 |                                                                           |
| ------------------------------------------------------------------------- | ------------------------------------------------------------------------- | ------------------------------------------------------------------------- | ------------------------------------------------------------------------- | ------------------------------------------------------------------------- |
| Mitt Romney                                                               | 740                                                                       | 87%                                                                       | 9                                                                         |                                                                           |
| Rick Santorum                                                             | 53                                                                        | 6%                                                                        | 0                                                                         |                                                                           |
| Ron Paul                                                                  | 28                                                                        | 3%                                                                        | 0                                                                         |                                                                           |
| Newt Gingrich                                                             | 27                                                                        | 3%                                                                        | 0                                                                         |                                                                           |
| Delegados no proyectados:                                                 | Delegados no proyectados:                                                 | Delegados no proyectados:                                                 | 0                                                                         |                                                                           |
| Total:                                                                    | 848                                                                       | 100%                                                                      | 9                                                                         |                                                                           |

| Clave: | Retirado antes de la contienda |